# Tismice (hradiště)
Tismice jsou raně středověké hradiště u stejnojmenné vesnice v okrese Kolín. Existovalo ve starší době hradištní v osmém století a nejpozději na počátku devátého století zaniklo požárem. Stopy opevnění byly zničeny zemědělskou činností, ale příkopy a dřevohlinité hradby byly doloženy archeologickým výzkumem. Hradiště je od roku 1965 chráněno jako kulturní památka.
V letech 2013–2018 bylo intenzivně prozkoumáno archeologickým a geofyzikálním průzkumem, upřesněna jeho velikost na 20–22 hektarů.

## Historie
Tismické hradiště bylo Slovany osídleno v osmém až devátém století ve starší až střední době hradištní. Zaniklo nejpozději na počátku devátého století a patří ke skupině nejstarších slovanských hradišť v Čechách. V počáteční fázi se na místě hradiště mohlo nacházet jen neopevněné sídliště, které bylo později obehnáno dřevohlinitou hradbou. Rozloha hradiště byla 20–22 hektarů.
Zánik hradiště způsobil požár založený snad při válečných událostech, které vedly k ovládnutí východní části středních Čech českými knížaty. Malé množství pravěké keramiky dokládá také osídlení místa už v eneolitu.
První archeologický výzkum hradiště vedl v šedesátých a sedmdesátých letech dvacátého století Jaroslav Kudrnáč. Další výzkum provedli Radek Tvrdík a Zdeněk Mazač v roce 1997. V letech 2013–2018 prováděli archeologický a geofyzikální průzkum Naďa Profantová, Roman Křivánek, Marek Fikrle a Jan Zavřel.

## Stavební podoba
Hradiště se nachází na rozlehlém návrší s nadmořskou výškou 292 metrů jižně od vesnice v poloze zvané Na Hradištích nebo Na Hradišťatech. Severní a západní stranu chrání strmé svahy, zatímco směrem k jihu terén pozvolna stoupá a na východě se mírně svažuje. Západní stranu obtéká potok Bušinec. Zemědělská činnost na lokalitě zničila viditelné stopy opevnění, a bez rozsáhlého výzkumu proto není možné stanovit rozlohu hradiště. Ta mohla dosahovat až 25 hektarů, ale je také možné, že opevnění chránilo jen severní výběžek kopce, a potom by chráněná plocha měřila pouze šest hektarů.
Opevnění doložil a prozkoumal Jaroslav Kudrnáč na severní straně hradiště, kde se původní hradba zřítila z prudkého svahu. Pravděpodobně ji tvořila dřevěná konstrukce zpevněná hlinitým násypem. Absence kůlových jam na čelní straně hradby je vysvětlována zřícením nejen hradby, ale i části svahu, na kterém byla postavená. Kůlové jámy nebyly zachyceny ani na vnitřní straně. Buď se nacházely příliš daleko od sebe, a proto je archeologická sonda neodkryla, nebo zadní stěnu tvořila konstrukce bez kůlů.
Díky letecké archeologii byly doloženy stopy tří obloukovitých linií opevnění. Střední tvořil příkop a obě krajní linie mohou být pozůstatkem jak dvojitého příkopu, tak příkopu s valem. Členily vnitřní plochu hradiště a zesilovaly opevnění akropole. Dokladem pro větší rozlohu hradiště (až 25 hektarů) je odkrytí vnějšího příkopu na jižní straně. Probíhal ve směru od severovýchodu k jihozápadu a měl zahrocené dno ve hloubce 230 centimetrů pod povrchem. Za příkopem bývala dřevohlinitá hradba, která se do něj po požáru zřítila.
V severní části byla poblíž valu odkryta také 140 centimetrů hluboká jáma sudovitého tvaru a šířkou horního okraji 120 centimetrů. Sloužila ke skladování obilí a na jejím dně byla nalezena zuhelnatělá zrna nejspíše prosa. Jižně od jámy stávala zahloubená chata. Z dalších sídelních objektů byla prozkoumána čtvercová polozemnice se stranou dlouhou 2,7 metru a ohništěm v jižním rohu.
Archeologické sondy z roku 2013 přinesly množství nálezů a povýšily pozici hradiště na nadregionální a produkcí významné výrobní centrum hrnčířské, kovolitecké a kovotepecké výroby. Z kovoliteckých prací vynikají kování a přezky z postříbřeného nebo pozlaceného bronzu, stylově tyto výrobky navazují na vzory avarské.